# Powiat Kosten
Powiat Kosten (pol. powiat kościański, niem. Kreis Kosten) – pruski powiat leżący w obrębie rejencji poznańskiej Prowincji Poznańskiej Królestwa Prus, ustanowiony na ziemiach I Rzeczypospolitej, które objął zabór pruski. Powiat istniał w latach 1818-1920. Siedzibą landrata był Kościan (niem. Kosten).
Od północy powiat Kosten graniczył z powiatem Posen i Buk, od wschodu z powiatem Schrimm (śremskim), od południa stykał się z powiatem Kröben (krobskim) i Fraustadt (wschowskim). Od zachodu z kolei graniczył z powiatem Bomst (babimojskim).

## Okręgi, miasta i wsie
W 1846 roku powiat dzielił się na sześć okręgów policyjnych:
- kościański,
- śmigielski,
- wielichowski,
- czempiński,
- krzywiński,
- jerkowski (w całości należał do rządu pruskiego).

W obrębie powiatu znajdowało się wówczas pięć miast: (Śmigiel, Kościan, Czempiń, Wielichowo oraz Krzywiń) i 80 majątków, które łącznie składały się ze 246 wsi i osad (w tym 5 osad olęderskich).

## Ludność i gospodarka
Powiat zamieszkiwało – według spisu urzędowego z roku 1837 – ponad 42,2 tys. osób (w miastach 7,6 tys., na wsi – 34,5 tys.). W roku 1900 powiat liczył 47,3 tys. mieszkańców (w tym 4,1 tys. ewangelików, 38 tys. katolików oraz 436 żydów). Głównym zajęciem ludności było rolnictwo i chów bydła. Na obszarze powiatu działały trzy parafie protestanckie (w Kościanie, Racocie i Śmiglu) i 30 parafii katolickich. Ponadto działały trzy synagogi (w Śmiglu, Czempiniu i Krzywiniu). Leon Plater w swoim dziele „Opisanie historyczno-statystyczne Wielkiego Księstwa Poznańskiego” (1846) wzmiankuje o 14 jeziorach i dwóch konnych stacjach pocztowych na terenie powiatu. Na Obrze i jej kanałach odbywał się spław drewna. Najważniejszą arterią komunikacyjną był bity gościniec wrocławski idący przez Kościan i Śmigiel w stronę Leszna.